# In den Klauen des Giganten
In den Klauen des Giganten (Originaltitel: Giant from the Unknown) ist ein US-amerikanischer Horror- bzw. Science-Fiction-Film von 1958. Die männliche Hauptrolle ist mit Ed Kemmer besetzt, der von 1951 bis 1955 in der Rolle von Commander „Buzz“ Corey Star der Sci Fi-Fernsehserie Space Patrol war. Darsteller des Giganten ist der Boxer Buddy Baer, der in zahlreichen B-Movies auftrat.
Außer in den USA wurde der Film nur in Argentinien, Brasilien, Mexiko, Spanien und Westdeutschland aufgeführt. Erstaufführung in Deutschland war der 8. September 1961.

## Handlung
Im Umkreis der kleinen kalifornischen Ortschaft Pine Ridge geschehen seltsame Dinge. Kühe werden verstümmelt und der alte Harold Banks offenbar ermordet. Seine Leiche ist ebenfalls furchtbar zugerichtet, wie Sheriff Parker den Ortsbewohnern mitteilen muss. Die Ereignisse haben sich in der Region Devil’s Crag zugetragen, die nach einer indianischen Legende verflucht ist. Der Sheriff verbietet daher den Bewohnern den Zutritt zur Region, bis die Vorfälle geklärt sind.
Parker verdächtigt den jungen Archäologiestudenten Wayne Brooks der Taten. Wayne hat sich in den letzten drei Tagen allein im Gebiet der Devil’s Crag aufgehalten und daher kein Alibi. Da Parker jedoch keine stichhaltigen Beweise gegen ihn hat, kann er Wayne nicht festnehmen.
Überraschend treffen in Pine Ridge der Archäologieprofessor Cleveland und seine Tochter Janet ein. Sie suchen nach Artefakten aus der spanischen Kolonialzeit Kaliforniens. Cleveland will durch die Ausgrabungen seine Frühgeschichte Kaliforniens abrunden, die er als Buch publizieren will. Wayne führt die beiden durch sein Labor, von dem sie begeistert sind. Der junge Forscher zeigt ihnen auch eine Eidechse, die rund 500 Jahre Scheintod im Gestein überlebt hat. Die Spezies selbst ist ausgestorben.
Wayne, Professor Cleveland und Janet beschließen, gemeinsam nach den spanischen Artefakten zu suchen. Als Experte der kalifornischen Kolonialgeschichte weiß Cleveland, dass der spanische Konquistador Vargas in der Region operiert hat, der aufgrund seines enormen Körperwuchses als Riese bezeichnet wurde und als äußerst brutal galt. Vargas und seine Männer hatten sich aus Goldgier von einer größeren Konquistadoren-Expedition abgespalten und sind verschollen, ihre Leichen wurden nie gefunden.
Im Untersuchungsgebiet finden Wayne, Janet und ihr Vater spanische Ausrüstungsgegenstände, darunter einen übergroßen Brustharnisch und Morion sowie eine riesige Streitaxt. Durch ein Gewitter entstehen elektrische Spannungen, die einen unter einem Baum liegenden menschlichen Körper wieder zum Leben erwecken. Es handelt sich um Vargas. Er nimmt, während die drei Archäologen in Zelten schlafen, einige ausgegrabene Ausrüstungsgegenstände an sich, so auch den Morion, den Brustpanzer und die Streitaxt, und verschwindet im Wald.
Aufgrund von Spuren und dem „Diebstahl“ der Gegenstände vermutet der Archäologe Cleveland, dass Vargas, nachdem er jahrhundertelang in Fels eingeschlossen überlebt hatte, wieder zum Leben erwacht ist. Als Ursache für den Scheintod nimmt er gewisse Eigenarten des lokalen Bodens an. Kurz darauf tötet Vargas den Indianer Indian Joe sowie die junge Farmerin Ann Brown. Nachdem Sheriff Parker irrtümlich Wayne als Mörder festgenommen hat, klärt sich der Sachverhalt durch die Aussagen Clevelands und Janets auf. Parker stellt eine Bürgerwehr zusammen, die sich zusammen mit den Archäologen auf die Jagd nach Vargas macht. Es gelingt ihnen kurzfristig, den Riesen in einer Felsregion einzukreisen und durch Gewehrschüsse zu verletzen, doch nachts gelingt es Vargas auszubrechen. Dabei tötet er einen Wächter und verletzt Anns Bruder Charlie Brown, der sich, blind vor Rache, allein auf die Suche nach dem Riesen gemacht hat.
Schließlich gelingt es Wayne, Vargas in einer verfallenen Wassermühle zu stellen. Trotz seiner Verletzungen ist der Riese immer noch ein gefährlicher Gegner. Wayne flieht aus der Mühle; auf einer Staudammmauer kommt es zum Endkampf. Der geschwächte Riese gerät bei einem Schlag gegen Wayne aus dem Gleichgewicht und fällt in den Stausee. Cleveland möchte die Leiche des Riesen für die Wissenschaft bergen, doch der Sheriff macht ihm keine Hoffnungen: Der Stausee fließt in einen unterirdischen Vulkankrater ab. Doch es gibt einen Trost für den Professor: Janet und Wayne sind nun ein Liebespaar.

## Produktionsnotizen
Der 1957 entstandene Film wurde innerhalb von zwei Monaten konzipiert und in Fawnskin am Big Bear Lake abgedreht. Die Drehzeit betrug sechs Tage, die Produktionskosten lediglich $ 55.000. Die Vargas-Maske Buddy Baers stammte von Jack Pierce, der bereits 1931 die berühmte Frankenstein-Maske gefertigt hatte. Für die Spezialeffekte war Harold Banks verantwortlich; sein Name wurde offenbar als Gag für den Ermordeten des Devil’s Crag benutzt.
Die Handlung weist – nach Bill Warren aufgrund der extrem kurzen Produktionszeit – einen gravierenden Fehler auf. Die Viehverstümmelungen und der Mord an Harold Banks finden vor dem Erwachen des Riesen statt, so dass dieser nicht für die Taten infrage kommt. Der Film wurde als Double Feature mit She Demons aufgeführt, einem Science-Fiction-Film, in dem Nazis auf einer Südseeinsel Menschenversuche durchführen und in dem ebenfalls Cunha Regie führte.

## Kritik
„[Hanebüchener] Science-Fiction-Horror.“

## Überlieferung
Eine zweisprachige DVD (Deutsch/Englisch) erschien 2013. Die Originalfassung ist auf youtube.com eingestellt.